# 02 de Febrero (Piura)
02 de Febrero es una localidad peruana ubicada en el distrito de Catacaos, perteneciente a la provincia y departamento de Piura, al norte del Perú. 

## Ubicación
02 de Febrero se ubica al oeste de la provincia de Piura, en el distrito de Catacaos, en el departamento de Piura.

## Demografía
En 2017 02 de Febrero tenía una población de 5 habitantes.